# Fédération angolaise de handball
 (juillet 2022).
Si vous disposez d'ouvrages ou d'articles de référence ou si vous connaissez des sites web de qualité traitant du thème abordé ici, merci de compléter l'article en donnant les références utiles à sa vérifiabilité et en les liant à la section « Notes et références ».
La Fédération angolaise de handball, en portugais : Federação Angolana de Andebol (FAA), est l'organisation nationale chargée de gérer et de promouvoir la pratique du handball en Angola. La fédération est classée 27e au classement mondial de l'IHF.

## Histoire[2]
La fédération a été créée avant l'indépendance du pays, le 20 mai 1974 par un groupe d'indépendantistes. La fédération n’est donc véritablement créée en 1976.
Depuis sa création, la fédération a été dirigée par neuf personnes.
Francisco António de Almeida a été le premier président de la fédération. Durant son mandat, il a eu pour principal but de réorganiser le handball dans le pays.
Helder Moura, qui lui succède a permis l’internationalisation du handball angolais, notamment grâce à des participations à des compétitions internationales.
Marcelino Lima a été le troisième président de la FAA. Il est considéré comme étant le premier présidant ayant vraiment pratiqué le handball, ayant notamment joué pour l’équipe nationale du Portugal.
Sardinha de Castro a été le quatrième président de l’histoire de la fédération.
Juca Figueiredo, le cinquième président de la FAA, accède à la présidence grâce à son expérience d’ancien joueur et arbitre.
José Cardo de Lima, ancien grand joueur, a été nommé après avoir été secrétaire général pendant le mandat de Juca Figueiredo.
Hilário de Sousa, ancien basketteur, a été le premier président élu et devient donc le septième président de la fédération. Durant son mandat, ses objectifs ont été le retour du handball dans les quartiers et de relancer la catégorie masculine.
Archer Mangueira, a ensuite été élu sans concurrence à deux mandats. La modernisation des méthodes de travail de la fédération et le renforcement de la puissance de l'Angola dans le monde du handball ont été les éléments phare de son mandat.

## Direction
M. José Do Amaral Junior est le président.
Son siège social est situé à Luanda.
La fédération s'occupe:
- Équipe d'Angola masculine de handball
- Équipe d'Angola féminine de handball
- Championnat d'Angola masculin de handball
- Championnat d'Angola féminin de handball

## Activités
Il existe des championnats nationaux pour les femmes et les hommes.